# Elhovo
Elhovo là một thị trấn thuộc tỉnh Yambol, Bungaria. Dân số thời điểm năm 2011 là 10445 người.

## Dân số
Dân số trong giai đoạn 2004-2011 được ghi nhận như sau:
| Năm | 2004  | 2005  | 2006  | 2007  | 2008  | 2009  | 2010  | 2011  |
| --- | ----- | ----- | ----- | ----- | ----- | ----- | ----- | ----- |
| Dân số | 11416 | 11205 | 11026 | 10846 | 10743 | 10553 | 10367 | 10445 |
| From the year 1962 on: No double counting—residents of multiple communes (e.g. students and military personnel) are counted only once. |       |       |       |       |       |       |       |       |